# نشان ملی ساحل عاج
نشان ملی ساحل عاج به شکل فعلی در سال ۱۹۶۴ به تصویب رسید. وسط نشان سر یک فیل است. فیل از دید نمادین برای مردم مهم است، زیرا بزرگ‌ترین حیوانی است که در ساحل عاج یافت می‌شود و همچنین منبع عاج است که این کشور به خاطر آن نامگذاری شده است. طلوع خورشید نماد سنتی شروعی جدید است. زیر سر فیل نواری با نوشته جمهوری ساحل عاج است.

## فرمان رسمی ۱۹۶۴
در این فرمان آمده است که نشان ملی ساحل عاج از شش عنصر تشکیل شده است:
- سر فیل؛
- طلوع طلایی خورشید؛
- دو درخت نخل طلایی؛
- سپر سبز (در زمان ایجاد نشان ملی ۸ فوریه ۱۹۶۰، سپر لاجوردی بود).
- نوار طلایی؛
- نوشته نقره‌ای "République de Côte d'Ivoire" روی نوار.

قانون نشان جمهوری:
- به عنوان نشانی برای شناسایی جمهوری و نهادهای آن. برای این منظور باید روی تمام اسناد رسمی در قسمت بالا وسط یا در گوشه بالا سمت راست به عنوان مهر قرار گیرد.
- به عنوان ابزاری برای آموزش، دعوت به اتحاد و همبستگی در برابر همه ناملایمات. از نظر تاریخی، طراحان نشان از عناصر طبیعی نماد احزاب سیاسی اصلی در طول دوره استعمار، فیل نشان‌دهنده PDCI و درختان حزب مترقی پیشین الهام گرفتند.

## تحولات از ۱۹۶۰ تا امروز
نشان جمهوری ساحل عاج میان سال‌های ۱۹۶۰ تا امروز تکامل یافته است. همان‌طور که در فرمان دولتی تعریف شده است، فقط باید از نشان‌های ۱۹۶۴ استفاده شود، مگر در زمینه یک موضوع تاریخی غیررسمی. استفاده از نشان غیر از نشان سال ۱۹۶۴، که در سال ۲۰۱۱ مجدداً تأیید شد و هنوز هم وجود دارد، نادرست تلقی می‌شود.